# Páginas Amarillas Open 1997
Páginas Amarillas Open 1997 — жіночий тенісний турнір, що проходив на відкритих кортах з ґрунтовим покриттям у Мадриді (Іспанія). Належав до турнірів 3-ї категорії в рамках Туру WTA 1997. Турнір відбувся вдруге і тривав з 19 до 24 травня 1997 року. Яна Новотна здобула титул в одиночному розряді.

## Фінальна частина

### Одиночний розряд, жінки
Яна Новотна —  Моніка Селеш 7–5, 6–1
- Для Новотної це був 4-й титул за сезон і 80-й — за кар'єру.

### Парний розряд, жінки
Мері Джо Фернандес /  Аранча Санчес Вікаріо —  Інес Горрочатегі /  Іріна Спирля 6–3, 6–2
- Для Фернандес це був 3-й титул за сезон і 26-й — за кар'єру. Для Санчес Вікаріо це був 3-й титул за сезон і 76-й — за кар'єру.